# Donald Sutherland
Donald Sutherland (Saint John, Nova Brunswick, 17 de juliol de 1935 - Miami, Florida, 20 de juny de 2024) fou un actor canadenc. Amb una carrera de més de set dècades, Sutherland va rebre nombrosos reconeixements, inclòs un Premi Primetime Emmy i dos Globus d'Or. Fou un dels millors actors que mai no va rebre una nominació als Oscar, cosa que fou compensada amb un Oscar honorífic el 2017.

## Biografia
Al principi Sutherland era disc-jockey a ràdios locals, fa les seves primeres actuacions escèniques a la Universitat de Toronto. Animat pel crític local Herb Whitaker, que feia llavors la crònica teatral del Toronto Globe and Mail, es va inscriure a la Royal Academy of Dramatic Arts de Londres i treballa a nombrosos teatres de repertori a la Gran Bretanya, abans d'actuar amb Rex Harrison i Rachel Roberts a l'obra August fur the People. Se'l descobreix en el cinema en sèries Z com Il castello dei morti vivi.
És el començament d'una carrera fèrtil i moguda, que alternarà el cinema (se li confia el seu primer gran paper a Els dotze del patíbul, de Robert Aldrich), el teatre i la televisió (se'l veu a El Sant, The Avengers o al telefilm The Death of Bessie Smith). El gran públic el descobreix el 1970 gràcies a l'immens èxit obtingut per la comèdia MASH, on Sutherland té el paper de Ben 'Hawkeye' Pierce, el metge faceciós del camp militar. Després aquest mateix any va treballar en un altre film reeixit: Els herois de Kelly al costat de Clint Eastwood. Però és el paper de l'inspector Klute que s'imposa definitivament. En aquesta època, Donald Sutherland dona suport a Jane Fonda en la seva campanya contra la guerra del Vietnam, i, en aquesta perspectiva militant, participa en el guió i en la realització de FTA, dirigida per Francine Parker el 1972. Després, sempre molt prolífic, l'actor acumula importants papers.
L'any següent va realitzar un dels seus millors rols en Klute (1971) al costat de Jane Fonda i va filmar a Venècia Don't Look Now, un clàssic modern. La dècada del ’70 el va trobar molt atrafegat fent rols importants com en el triller de terror psicològic Amenaça en l'ombra de 1973, o la premiada The Eagle Has Landed, on va compartir l'escena amb Robert Duvall i Michael Caine.
En 1976 es va posar sota les ordres del director Federico Fellini per posar-se en la pell del famós seductor italià Giacomo Casanova en el film Casanova. Aquest mateix any, aprofitant la seva estada italiana, Sutherland actua en la superproducció Novecento (o 1900), un llargmetratge èpic sobre el feixisme italià, dirigit per Bernardo Bertolucci, i va rebre bones crítiques pel seu treball.
En 1978 va participar en la reeixida pel·lícula de ciència-ficció Invasion of the Body Snatchers, un remake de l'original de 1956, al costat de Jeff Goldblum, Leonard Nimoy i el seu amic Robert Duvall.
Començant la dècada del 80, va ser aplaudida la seva interpretació d'un pare devastat per la pèrdua del seu fill en la guanyadora dels premis Oscar, Gent corrent (1980) de Robert Redford.
L'any 1981 va marcar el retorn de Sutherland als escenaris teatrals. L'esdeveniment va tenir lloc a Broadway i l'obra triada va ser una adaptació d'Edward Albee de la coneguda Lolita, de Vladímir Nabókov.
En 1985 treballa en el film Revolució al costat d'Al Pacino, encara que la pel·lícula no va tenir èxit de taquilla ni de crítica. En 1989 va ser premiat per la seva actuació en el drama Una àrida estació blanca, que prenia lloc durant l'apartheid de Sud-àfrica, compartint l'escena amb Marlon Brando i Susan Sarandon.
En aquests anys Sutherland comença a acceptar papers secundaris, encara que amb importància argumental, en diverses produccions d'èxit. En 1991 va encarnar el maníac piròman Ronald Bartel en la pel·lícula Backdraft, on Robert De Niro i Kurt Russell han de fer l'impossible per detenir-ho. Oliver Stone el va triar perquè participés en el seu film JFK (1991) sobre la vida de John F. Kennedy i el seu misteriós assassinat. Hi va comptar també amb Kevin Costner com a protagonista i la participació de Tommy Lee Jones, Kevin Bacon, Gary Oldman i Joe Pesci. El 1993 va protagonitzar Sis graus de separació, un llargmetratge on treballa al costat de Will Smith cap al començament de la carrera d'aquest al cinema.
En 1995 va interpretar el paper del Coronel Major Donald McClintock en el thriller Outbreak, on un virus amenaça d'esborrar la humanitat de la terra en poc menys de tres dies. La resta de l'elenc va estar compost per actors com Dustin Hoffman, Kevin Spacey, Rene Russo, Morgan Freeman i Cuba Gooding Jr. L'any següent, 1996, va tenir l'oportunitat de compartir l'escena amb el seu fill Kiefer, en Temps de matar, on van participar al costat d'un un elenc de grans actors: Matthew McConaughey, Sandra Bullock, Samuel L. Jackson, Kevin Spacey, Ashley Judd.
Ja entrats en el nou mil·lenni, actua en grans produccions com Cold Mountain el 2003, al costat de Nicole Kidman, Renée Zellweger, Natalie Portman i altres actors. Aquest mateix any també va actuar a The Italian Job una de les més reeixides pel·lícules de robatoris de l'any, on fa de mentor de lladres professionals, amb l'actuació de Mark Wahlberg, Charlize Theron, Edward Norton i Seth Green. Aquesta va ser un remake de l'original de 1969, protagonitzada per Michael Caine.
També va ser molt impactant en la sèrie de televisió Commander in Chief que va començar el 2005 i va finalitzar després de dues temporades el 2006. En aquesta oportunitat va compartir pantalla amb Geena Davis, la recordada actriu de Thelma i Louise. També es va involucrar en la producció de Hollywood que va portar a la pantalla gran el clàssic de Jane Austen, Orgull i prejudici, que va ser protagonitzada per Keira Knightley i Sutherland en el paper del seu pare.
Des d'aleshores i fins a l'actualitat, ha treballat en títols com ara Malefici, Land of the Blind, En algun lloc de la memòria, drama que va tenir a Adam Sandler i Don Cheadle entre els seus protagonistes; Com a bojos... a per l'or, amb Kate Hudson i Matthew McConaughey; The Mechanic, La legió de l'àguila, Man on the Train, i també ha participat en tres lliuraments de la saga Els jocs del gana, a més de les cintes de propera estrena Horrible Bosses, Sofia i Jock.
Entre els seus últims treballs televisius, Donald ha treballat entre el 2007 i el 2009 en la sèrie Dirty Sexy Money, en la qual interpretava al carismàtic Tripp Darling, el poderós magnat dels vinyers, implicat en més de tres escandalosos assassinats. També va ser, durant el 2010, el Conde Bartholomew en la minisèrie original de la cadena Starz The Pillars of the Earth.
Va ser nomenat oficial de l'Orde del Canadà el 1978.
La seva primera dona fou Lois Hardwick, actriu en la sèrie Alice Comedies de Walt Disney. La seva segona dona fou la cèlebre Shirley Douglas. El seu fill és l'actor Kiefer Sutherland. La seva tercera esposa fou l'actriu Francine Racette. Ha obtingut el Premi de les arts de l'escena del Governador general el 2000.
L'octubre de 2023 Canada Post va emetre un segell en el seu honor, commemorant la seva carrera com un dels actors més respectats i versàtils del Canadà.

## Filmografia
- 1962: The Saint  (sèrie TV)
- 1964: Il castello dei morti vivi de Lorenzo Sabatini
- 1965: The Bedford incident de James B. Harris
- 1965:  Dr. Terror's house of horrors de Freddie Francis
- 1965: Fanatic de Silvio Narizzano
- 1967:  Els dotze del patíbul (The Dirty dozen)  de Robert Aldrich
- 1967: Un cervell de mil milions de dòlars (Billion Dollar Brain) de Ken Russell
- 1967: The Avengers (sèrie)
- 1968: Interlude  de Kevin Billington
- 1970: The Act of the Heart  de Paul Almond
- 1970: Els herois de Kelly ('Kelly's Heroes)  de Brian G. Hutton
- 1970: Start the Revolution Without Me de Bud Yorkin
- 1970: M*A*S*H de Robert Altman
- 1971: Klute  d'Alan J. Pakula
- 1971: Johnny va agafar el fusell de Dalton Trumbo
- 1972: F.T.A  de Francine Parker
- 1973: Steelyard Blues  d'Alan Myerson
- 1973: Amenaça a l'ombra (Don't Look Now) de Nicolas Roeg
- 1974: Dos espies bojos
- 1975: El dia de la llagosta (The Day of the Locust) de John Schlesinger
- 1975: Novecento de Bernardo Bertolucci
- 1976:  Casanova de Federico Fellini
- 1976:  Ha arribat l'àguila (The Eagle has landed)  de John Sturges
- 1977: National Lampoon's Animal House de John Landis
- 1977: The Kentucky Fried Movie de John Landis
- 1977:  Llaços de sang (Les Liens de sang)  de Claude Chabrol
- 1978: La invasió dels ultracossos de Philip Kaufman
- 1978: El gran robatori del tren (The First Great Train Robbery) de Michael Crichton
- 1978: Assassinat per decret (Murder by Decree) de Bob Clark
- 1979: L'illa de l'Ós (Bear Island) de Don Sharp
- 1980: Ordinary People de Robert Redford
- 1981:  L'ull de l'agulla (Eye of the needle)  de Richard Marquand
- 1983:  Max Dugan Returns  de Herbert Ross
- 1984:  Crackers  de Louis Malle
- 1985: Curs del '65
- 1985:  Revolució (Revolution)  de Hugh Hudson
- 1986:  Oviri de Henning Carlsen
- 1987:  The Trouble with Spies  de Burt Kennedy
- 1989: Encadenat (Lock Up) de John Flynn
- 1989: Una àrida estació blanca (A Dry White Season) d'Euzhan Palcy
- 1990:  Bethune: The Making of a Hero  de Phillip Borsos
- 1991:  Backdraft  de Ron Howard
- 1991:  JFK d'Oliver Stone
- 1992: Buffy the Vampire Slayer (sèrie) de Fran Rubel Kuzui
- 1992:  Agaguk  de Jacques Dorfmann
- 1994:  A Century of Cinema  de Caroline Thomas
- 1994: Un estrany a la família (Six Degrees of Separation) de Fred Schepisi
- 1994: Assetjament (Disclosure) de Barry Levinson
- 1994: Esclat (Outbreak) de Wolfgang Petersen
- 1995: The Puppet Masters de Stuart Orme
- 1995: Ciutadà X (Citizen X) (telefilm)
- 1996: Shadow Conspiracy de George Pan Cosmatos
- 1996: A Time to Kill de Joel Schumacher
- 1996: Punt d'impacte (Hollow Point)
- 1997:  Caça al terrorista (The Assignment) de Christian Duguay
- 1997: Fallen de Gregory Hoblit
- 1998:  Without Limits  de Robert Towne
- 1998:  Toscano  de Dan Gordon
- 1998:  Virus  de John Bruno
- 1998:  Instint (Instinct) de Jon Turtletaub
- 1998: Assalta'l com puguis (Free Money) d'Yves Simoneau
- 2000:  Space Cowboys  de Clint Eastwood
- 2000: L'art de la guerra (The Art of War) de Christian Duguay
- 2000: Pànic a l'aire (Panic) de Henry Bromell
- 2001: Big Shot's Funeral de Xiaogang Feng
- 2001: Final Fantasy: La força interior (Final Fantasy: The Spirits Within) de Hironobu Sakaguchi
- 2001: Uprising de Jon Avnet
- 2002:  Path to War  de John Frankenheimer
- 2002: Federico Fellini, sono un gran bugiardo de Damian Pettigrew
- 2002: The Italian Job de F. Gary Gray
- 2003: Piazza delle cinque lune de Renzo Martinelli
- 2003: Cold Mountain d'Anthony Minghella
- 2003: Baltic Storm
- 2005: Gent poc corrent (Fierce People) de Griffin Dunne
- 2005: The Four Saints de Jean-Pierre Isbouts
- 2005: American Gun d'Aric Avelino
- 2005: Pride and Prejudice de Joe Wright
- 2005: Malefici (An American Haunting) de Courtney Solomon
- 2006: Pregunta-ho al vent (Ask the Dust) de Robert Towne
- 2006: Land of the Blind de Robert Edwards
- 2006: Commander in Chief (sèrie) de Rod Lurie
- 2007: L'âge des ténèbres de Denys Arcand
- 2007: En algun racó de la memòria de Mike Binder
- 2007: Dirty Sexy Money (sèrie) de Craig Wright
- 2009: Astro Boy de David Bowers
- 2010: The Pillars of the Earth (sèrie)
- 2010: The Steal Artist
- 2011: The Mechanic
- 2011: The Eagle
- 2012: L'illa del tresor (Treasure Island)
- 2012: The Hunger Games
- 2013: The Hunger Games: Catching Fire
- 2019: Ad Astra de Coronel Pruitt